# Protocolo de Moscú

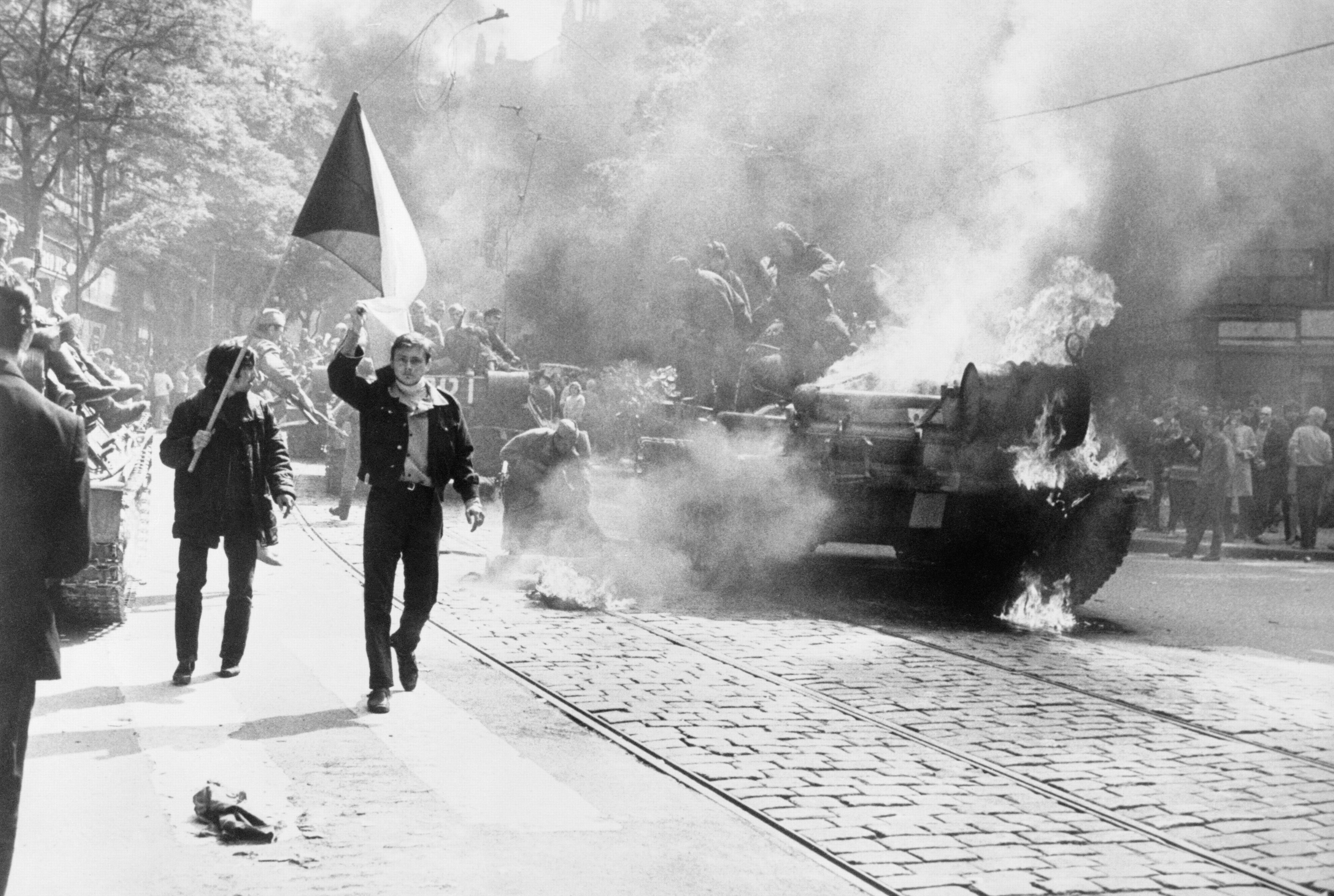
Tanque soviético en llamas durante la Primavera de Praga (1968)

El Protocolo de Moscú (en checo: Moskevský protokol; en eslovaco: Moskovský protokol, oficialmente Protocolo de las negociaciones de las delegaciones de la ČSSR y la URSS) fue un documento firmado por los líderes políticos de Checoslovaquia en Moscú, Unión Soviética, después de la Primavera de Praga y la invasión del país por el Pacto de Varsovia que acabó con ella. Las negociaciones tuvieron lugar del 23 al 26 de agosto de 1968. Los principales signatarios fueron el presidente Ludvík Svoboda, el primer secretario del Comité Central del Partido Comunista de Checoslovaquia (KSČ), Alexander Dubček, el primer ministro Oldřich Černík, el presidente de la Asamblea Nacional, Josef Smrkovský, y la mayoría de los ministros y líderes del Partido Comunista (entre ellos Gustáv Husák). El único presente en las negociaciones que se negó a firmar fue František Kriegel.
El documento incluía, entre sus muchas expectativas, las promesas de proteger el socialismo en Checoslovaquia, actuar de acuerdo con las promesas hechas en la Declaración de Bratislava, denunciar el XIV Congreso del partido y sus resoluciones, restringir los medios de comunicación checoslovacos críticos y rechazar cualquier interferencia en el Bloque del Este por el Consejo de Seguridad de Naciones Unidas.